# Polypedilum vanderplanki
Polypedilum vanderplanki (лат.) — вид комаров-звонцов из рода Polypedilum, ареал которого охватывает Нигерию, Уганду. Вид знаменит тем, что его личинки способны выживать в экстремальных условиях, длительное время существовать в состоянии почти полного обезвоживания и быстро возвращаться к жизни при наступлении благоприятных условий.

## Описание
Мелкие комары-звонцы, длина крыльев от 1,3 до 2 мм. Основная окраска тела коричневато-чёрная, ноги желтовато-коричневые. Вид был впервые описан в 1951 году британским энтомологом Х. Хинтоном (Hinton, H. E.; Бристольский университет, Бристоль, Великобритания). P. vanderplanki назван в честь биолога Ф. Вандерпланка (Dr. F. L. Vanderplank), первым собравшего и исследовавшего типовую серию и личинок в Нигерии в 1949 и 1950 годах.

## Выживание в экстремальных условиях

Молекула трегалозы

Личинки способны жить в водах с температурой +60…+70 °C и переживать засуху в полностью пересыхающих водоёмах, впадая в состояние гипометаболизма — криптобиоз.
В этих условиях тело личинки «высыхает», сохраняя лишь до 3 % содержания воды от общей массы тела. В обезвоженном состоянии личинки становятся невосприимчивыми к многим экстремальным условиям окружающей среды. Может выжить при температуре от −170 °C до +106 °C, очень высоких (до 7000 Грей) уровнях гамма-излучения и воздействии вакуума.
Личинки Polypedilum vanderplanki являются одними из немногих многоклеточных организмов, которые могут выдерживать почти полное высыхание (ангидробиоз), чтобы выжить при неблагоприятных условиях окружающей среды. При дегидратации личинок, вода в их телах заменяется молекулами трегалозы и некоторыми другими биомолекулами, которые помогают «консервировать» ткани личинки при высушивании.
При медленном высыхании (0,22 мл в день) последующая регидратация осуществляется личинкой путём синтезирования и накапливания 38 мкг трегалозы. Личинки, которые были обезвожены в 3 раза быстрее, накапливают лишь 6,8 мкг трегалозы, что не позволяет им сохранять и возобновлять жизнедеятельность после регидратации (восполнения жидкости в организме).

## В науке
В феврале 2014 года на МКС в рамках российско-японского эксперимента Space Midge («Космический комар») на примере личинок Polypedilum vanderplanki изучался выход из криптобиоза в условиях космоса. В ходе эксперимента исследовались также процессы развития личинок в условиях микрогравитации и повышенного радиационного фона. В сентябре 2014 года опубликована статья о результатах исследования генома Polypedilum vanderplanki. Международной группой учёных под руководством Такахиро Кикавады было проведено определение и сборка полной последовательности генома Polypedilum vanderplanki, а также генома близкого вида Polypedilum nubifer, не обладающего способностью к криптобиозу. Их сравнение позволило выявить гены, активирующиеся при высыхании личинок и при восстановлении после высыхания. Многие из этих генов, в частности, гены LEA-белков, не характерны для других насекомых и, предположительно, появились в геноме Polypedilum vanderplanki в результате горизонтального переноса генов.